# لوییزا گگا
لوییزا گگا (آلبانیایی: Luiza Gega؛ زادهٔ ۵ نوامبر ۱۹۸۸) دونده دو نیمه‌استقامت اهل آلبانی است.
وی در مسابقات کشوری و بین‌المللی در مجموع برندهٔ ۱ مدال طلا، ۲ مدال نقره، ۱ مدال برنز شده‌است.